# Hans Söhnker

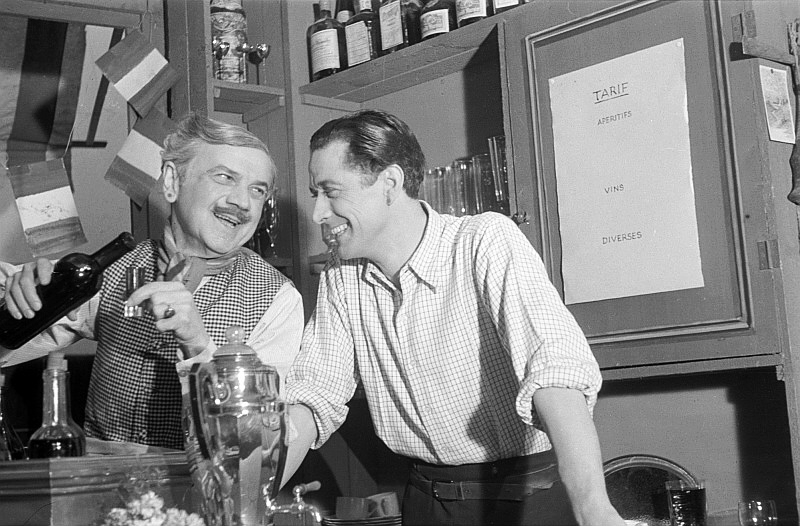
Hans Leibelt e Hans Söhnker

Hans Söhnker (Kiev, 11 de outubro de 1903 – Berlim, 20 de abril de 1981) foi um ator de cinema alemão. Ele atuou em 105 filmes entre 1933 e 1980.

## Filmografia selecionada
- 1933: Der Zarewitsch
- 1933: Schwarzwaldmädel
- 1934: Sie und die Drei
- 1934: Die Czardasfürstin
- 1934: Annette im Paradies
- 1977: Vorhang auf, wir spielen Mord (Telefilme)
- 1978: Ein Koffer (Fernsehserie Der Alte)
- 1979: Die Weber (Telefilme)